# سينما فيتنام

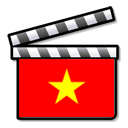

سينما فيتنام بدأت السينما الفيتنامية في العشرينات وتأثرت بشكل كبير بسبب الحروب التي مضت من الاربعينات حتي السبعينات. سيَكلو و رائحة البابايا الخضراء وشعاع الشمس العمودي من أفضل الافلام الفيتنامية المشهورة وكلهم بإخراج تران آن هانغ الذي تدرب في فرنسا.